# Tresor de Bagram

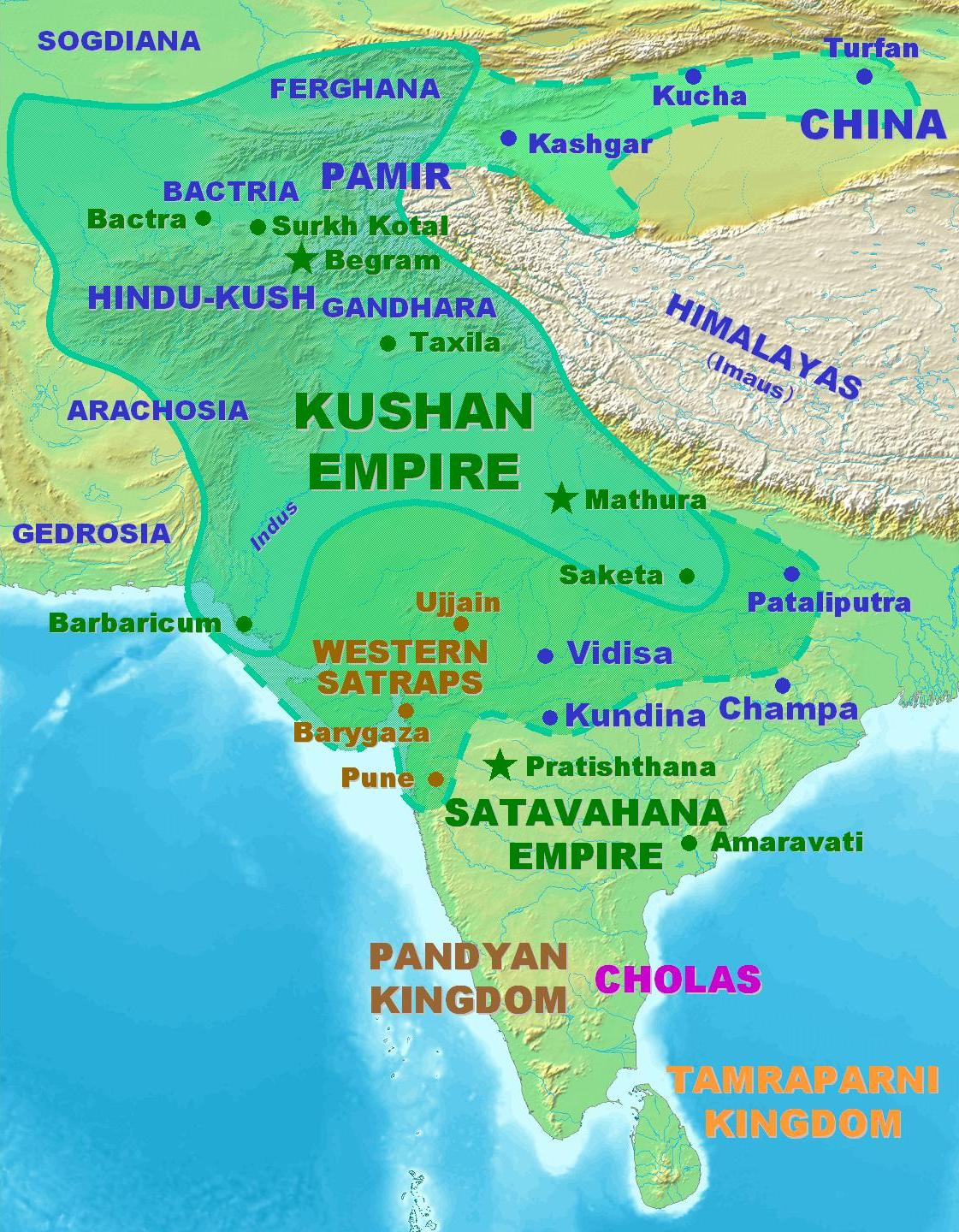
Mapa de l'Imperi kuixan amb la ubicació de Bagram (actual Afganistan)

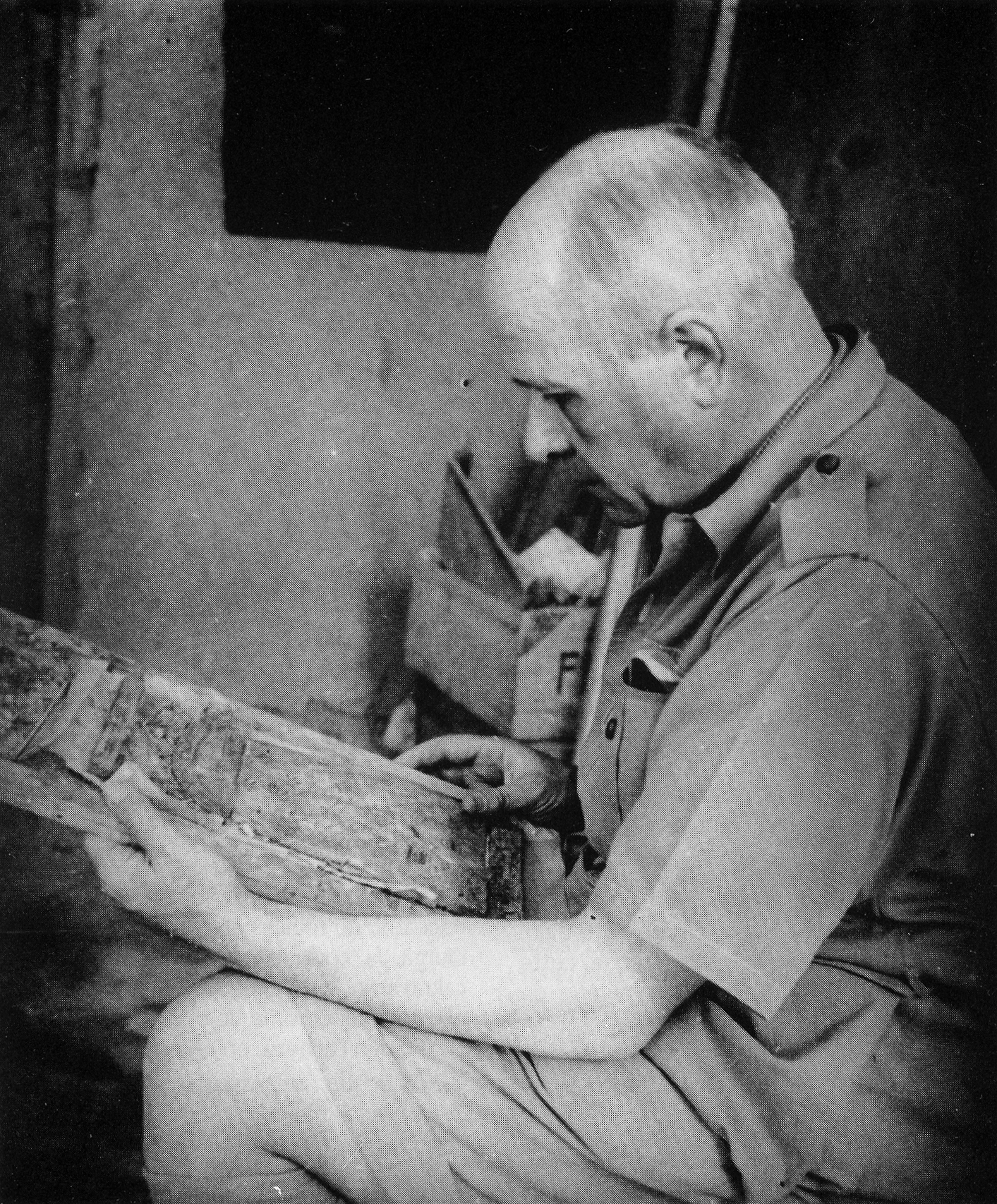
Joseph Hackin estudia la "Gran placa d'ivori amb decoració esculpida en alt relleu". Missió Hackin 1939-1940, Tresor de Bagram, Sala núm. 13, juliol-agost del 1939

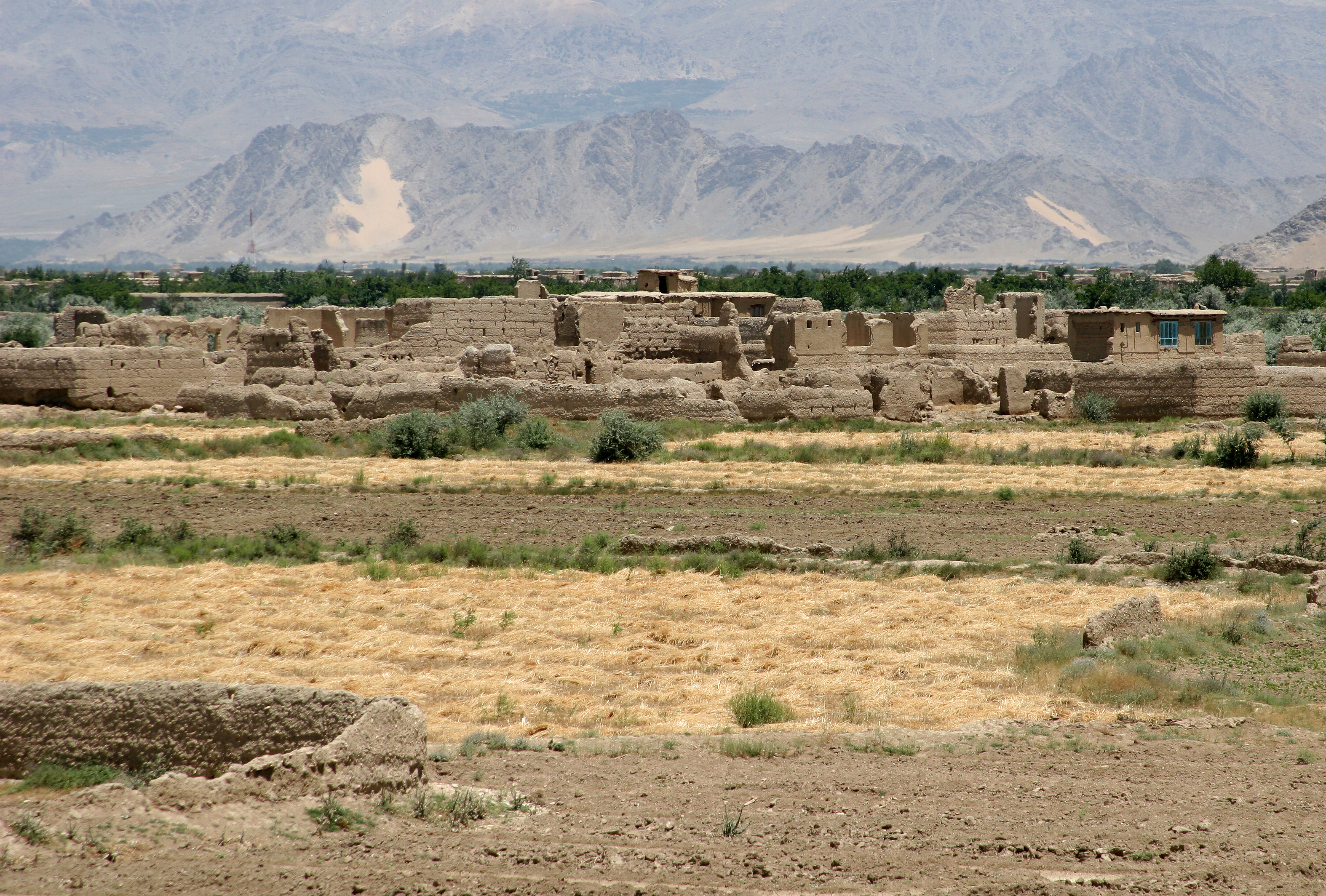
Els murs dels palaus dels reis kuixan es construïen amb tova. Il·lustració d'edificis d'aquest tipus a Bagram

El Tresor de Bagram és un important descobriment arqueològic de la dècada dels 1930 a Bagram, Afganistan. És un conjunt d'objectes del segle I-II. La Delegació Arqueològica Francesa a l'Afganistan (DAFA) feu unes excavacions en el jaciment entre el 1936 i el 1940, i hi trobà dues cambres emmurallades, la Sala 10 i la Sala 13. S'hi desenterrà un gran nombre d'objectes de bronze, alabastre, vidre (restes de 180 peces), monedes i ivori, juntament amb restes de mobiliari i bols xinesos de laca.
El tresor contenia obres d'art realitzades des de Grècia fins a la Xina i palesaven l'intens paper comercial de la Ruta de la Seda.
Bagram, l'antiga Kapiçi, «mostra Afganistan en la cruïlla de tres mons: Grècia, la Xina i l'Índia». Durant molt de temps es pensava que era un amagatall de mercaders; ara, però, es reconeix com un tresor reial emmurallat.
Els Ivoris de Bagram són un conjunt de més de mil plaques decoratives, petites figures i incrustacions, tallades en ivori i os, i antigament incrustades en mobles de fusta. Són estranys i importants exemples de l'art de l'Imperi kuixan dels segles I o II, que palesen el cosmopolitisme, el refinament i el mecenatge de les dinasties locals, de la sofisticació de l'artesania i de l'antic comerç d'articles de luxe.
Les peces es van repartir entre l'estat francés i l'Afganistan.

## Història
L'emplaçament de Bagram, a uns 60 km al nord de Kabul, fou habitat des de l'època aquemènida i es correspon a la ciutat d'Alexandria del Caucas, fundada per Alexandre el Gran al 328-327 abans de la nostra era.
L'Imperi kuixan va ser administrat sota Kanixka I, regnat durant el qual n'arribà a l'apogeu, des de tres capitals: Purushapura (actual Peshawar, al nord del Pakistan), Bagram, Mathura, al nord de l'Índia. Bagram, llavors anomenada Kapisa, n'era la capital d'estiu.
La ciutat fou abandonada cap a l'any 400.

## Redescobriment
El 9 de setembre del 1922, se signà a Kabul un acord pel qual es concedia a l'estat francés el dret a fer excavacions arqueològiques a l'Afganistan. El 1923, Alfred Foucher va identificar Bagam com a Kapiçi, la capital de Kapisa. No obstant això, ordres de París el van obligar a començar les recerques arqueològiques a Bactres.
Les excavacions a Bagram s'encetaren al desembre del 1936, dirigides per Joseph Hackin i la seua esposa Ria com a part de la Delegació Arqueològica Francesa a l'Afganistan. Va descobrir el tresor a l'octubre de 1937 Ria Hackin. Excavaren la Sala 10 i la contigua (núm.13) al juliol-agost del 1939.
La Sala 10 havia estat tapiada, probablement en vespres d'un atac. Els objectes, col·locats en prestatgeries, s'havien trencat quan se n'esfondraren, creant un «desordre indescriptible» que empitjorà amb la caiguda del sostre, segons Hackin.
El descobriment tingué ressò internacional.
Les troballes es repartiren entre l'estat francés i l'Afganistan per l'acord de monopoli d'excavació del 1937. Algunes peces entraren en col·leccions del Museu Guimet de París i d'altres van passar a formar part de les del Museu Nacional de Kabul.
Les excavacions es deturaren sense acabar el 3 de juliol del 1940. Els excavadors, el matrimoni Hackin i l'arquitecte Jean Carl que els acompanyava, desaparegueren tràgicament durant la Segona Guerra Mundial i els informes de les excavacions se'n publicaren després. No hi ha pas cap publicació general que explique el context del descobriment del tresor.
Algunes peces del Museu de Kabul van ser confiades al Museu Guimet per raons de seguretat a l'empara de la UNESCO el 1997 i el 1999.

## Descripció i galeria
El tresor consta d'objectes d'artesania elaborats al llarg de la Ruta de la Seda, des de l'Imperi romà fins a la Xina.
El tresor contenia gran varietat d'objectes:
- Ivori tallat decoratiu de mobles indis, treballats en estils diferents, comparables als de Mathura (i Sanchi) del nord-oest de l'Índia, o fins i tot realitzats en tallers locals (bactrians) al nord de l'Índia.[13] Se n'ha trobat ivori semblant a Pompeia;
- Laques xineses de la Dinastia Han;
- "Exemplars antics de vidre grecoromà", com ara un vidre amb una representació del Far d'Alexandria (conservat a Kabul) i un vidre amb una escena del Rapte d'Europa per Zeus (conservat a París);
- Vidre bufat, com ara flascons amb forma de peix;
- Bronzes que evoquen l'art grec i indo-part de Taxila;
- Emblemata: estucs d'origen mediterrani o hel·lenístic, que indiquen vincles amb Alexandria i el món romà[2] i recorden les troballes de Quersonés.

Joseph Hackin va interpretar que el tresor datava de l'època kuixan, perquè aquest imperi sota Kanishka es trobava en la cruïlla dels mons romà i xinés.

## Interpretació i datació
La varietat d'objectes planteja interrogants, en particular sobre la història de l'Imperi kuixan i les civilitzacions veïnes, i la raó de la concentració d'aquests objectes en aquest indret.
La datació del tresor és complexa: el 2004 el tresor va ser datat per dos experts del segle I, més concretament en el període del Regne indopart. Les recerques del 2001 van suggerir-hi l'inici del segle ii, durant el regnat de Kanixka I, a qui degué pertànyer el tresor. Les peces trobades a Bagram tenen pocs paral·lels en altres llocs per poder-les comparar, per a la cristalleria romana i els ivoris, dels quals només un exemple procedeix de Pompeia. El 2004, però, es va indicar que aquests gots acolorits devien procedir d'Alexandria, Egipte. A Pompeia se'n van descobrir vidres semblants.
Les peces grecoromanes i xineses estan datades de la primeria del segle I, mentre que els objectes d'ivori són més difícils de datar. L'Índia no ha conservat vestigis de l'activitat dels fabricants d'ivori dels segles I-III.
El tresor aporta proves essencials dels bescanvis comercials que hi hagué a la zona llavors. El tresor demostra així l'amplitud dels intercanvis entre les tradicions grecobactrianes, nòmades i índies sota els governants kuixan. L'art kuixan del Gandhara cultivà aquesta sorprenent síntesi.

## Galeria d'imatges

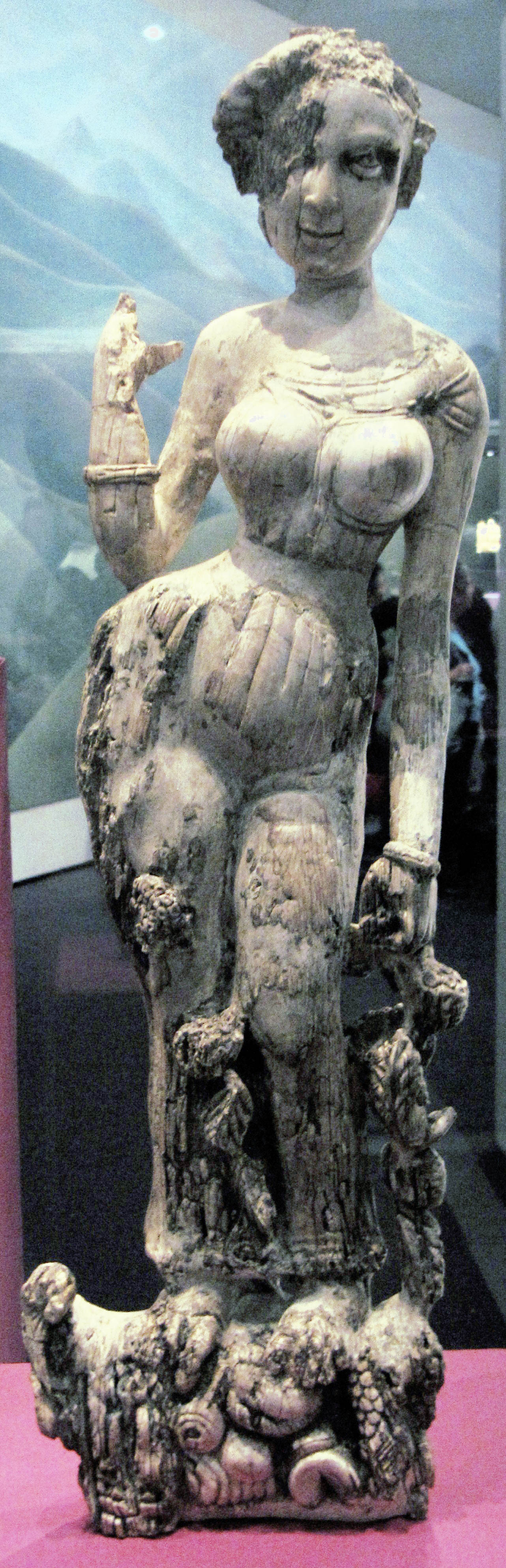
Dea del riu Iakxi(?) dempeus sobre unamakara, Sala núm. 10, altura 45 cm. Museu Nacional Afganés, Kabul
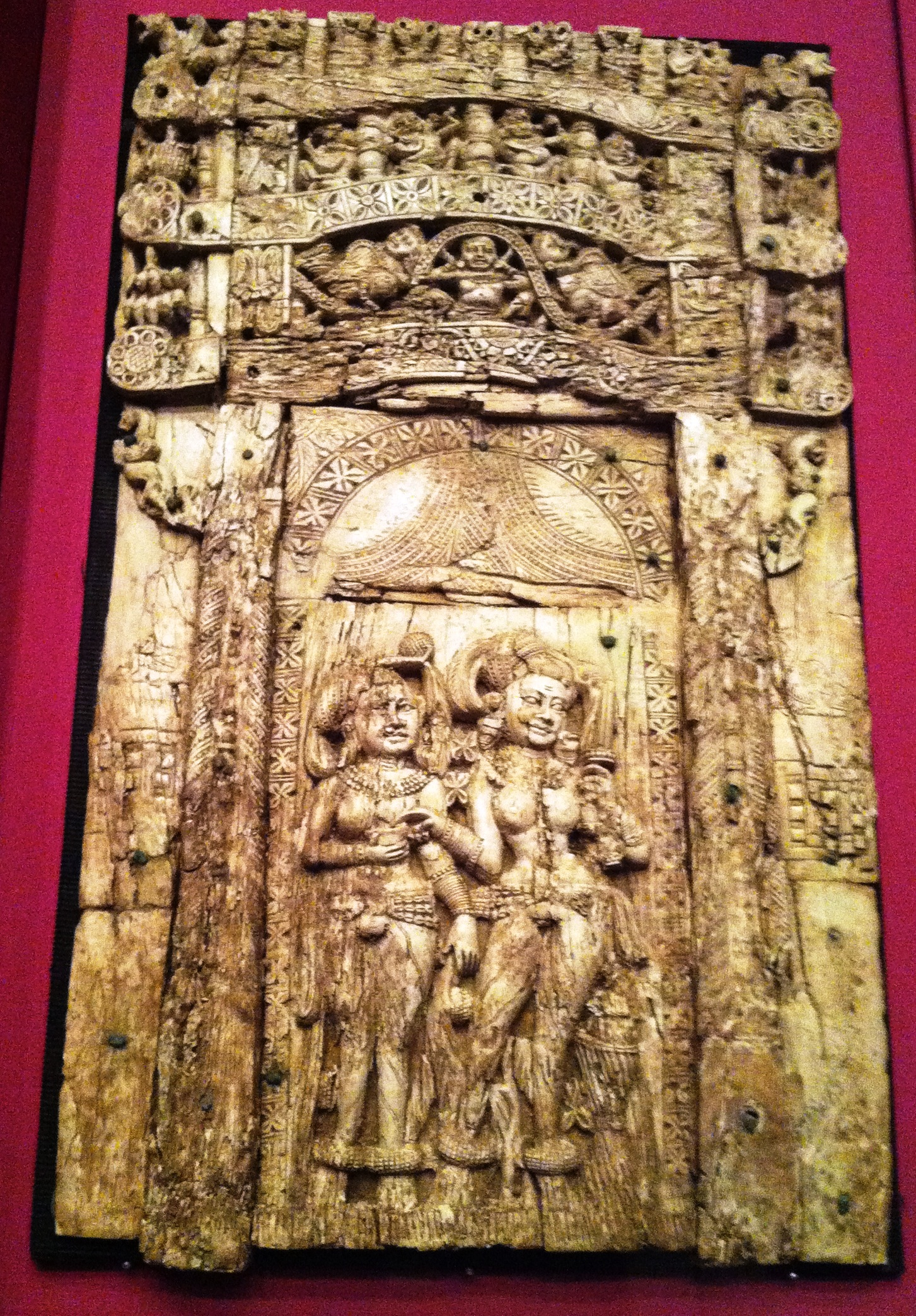
Placa d'ivori indi. Museu Nacional Afganés de Kabul, part de l'exposició del Museu Britànic
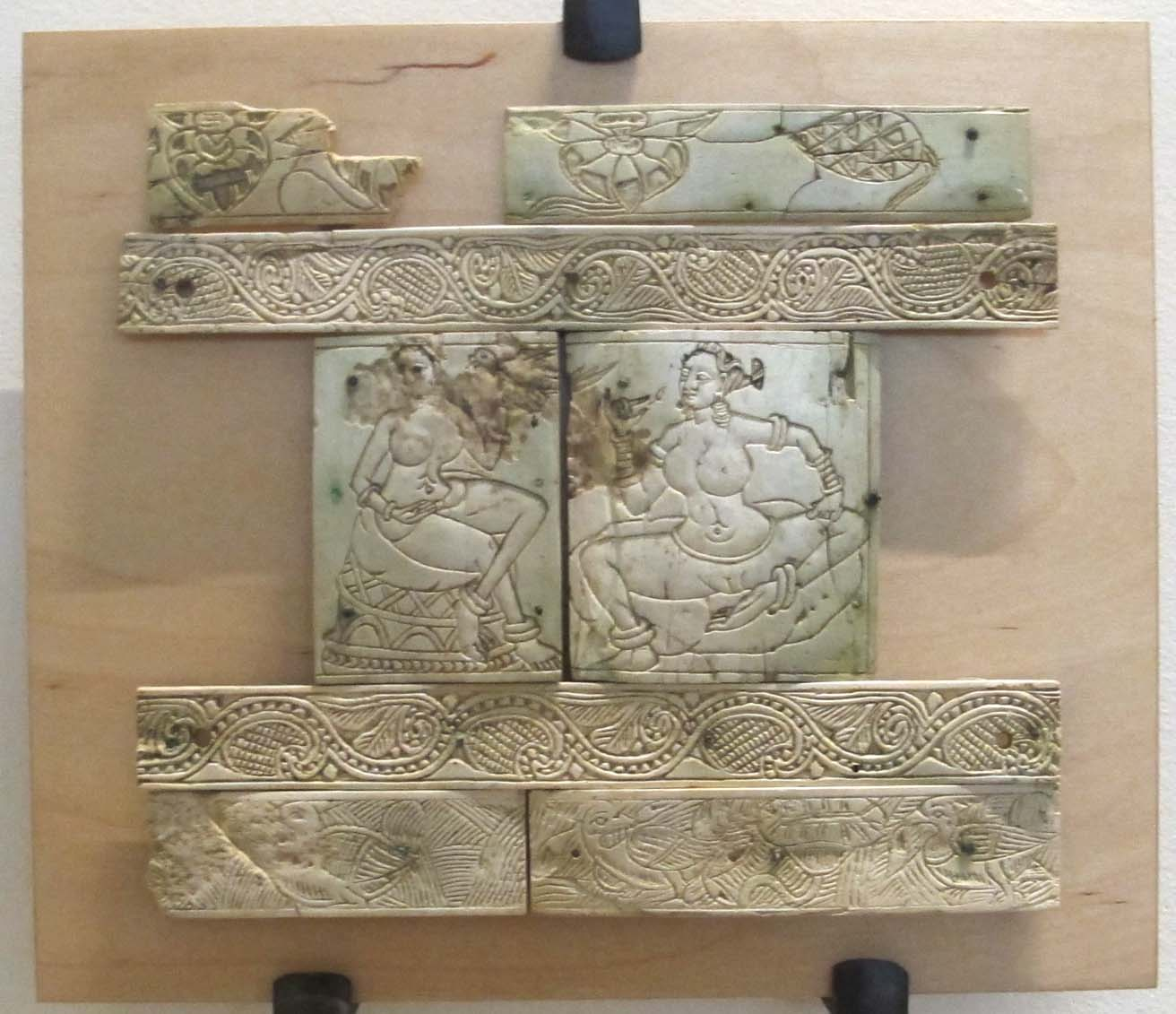
Plaques d'ivori gravades, amb estil i tema del nord i nord-oest de l'Índia, segle i. Museu Guimet
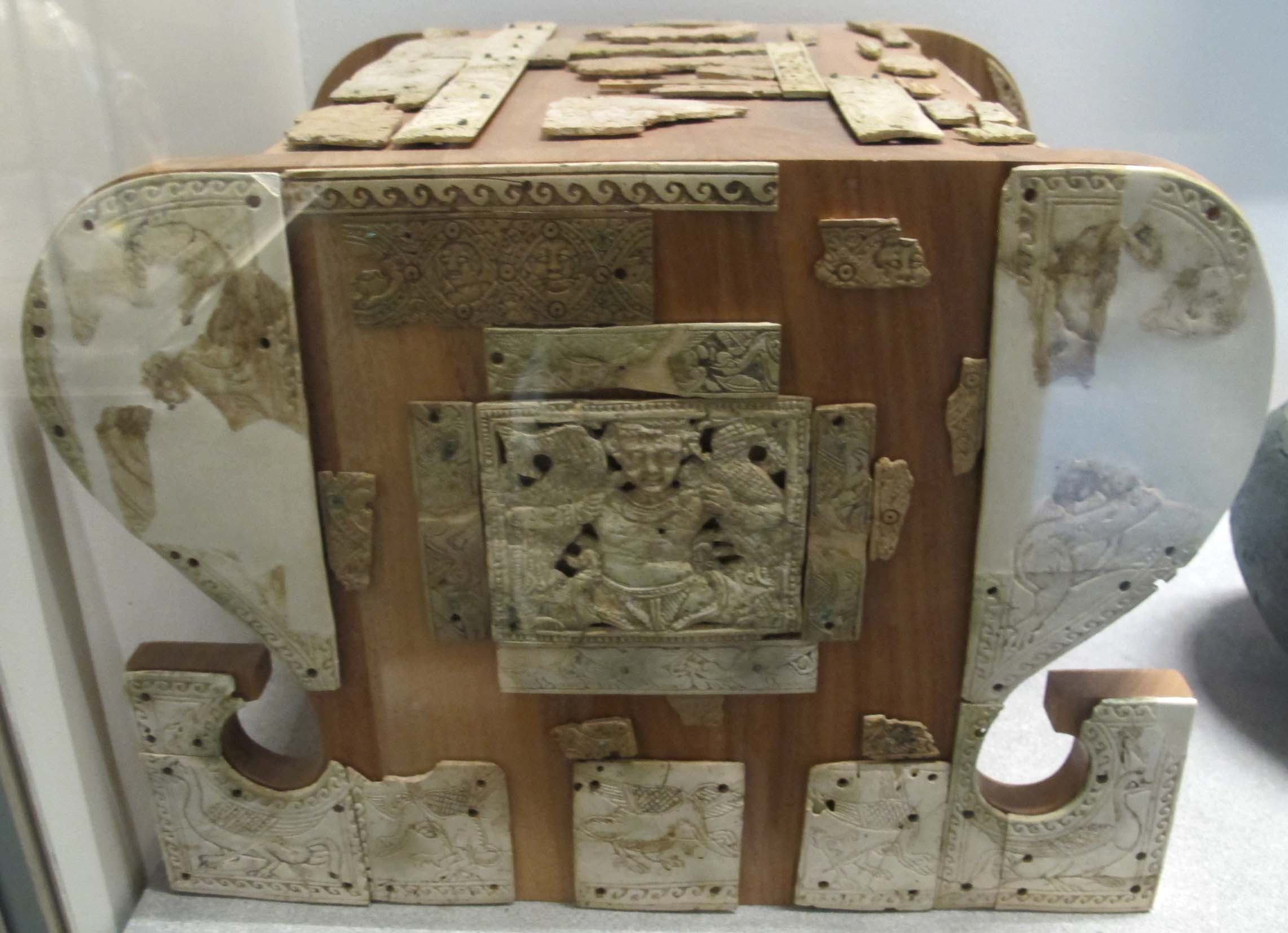
Restauració d'un taüt amb adorns d'ivori, segle i. Museu Guimet
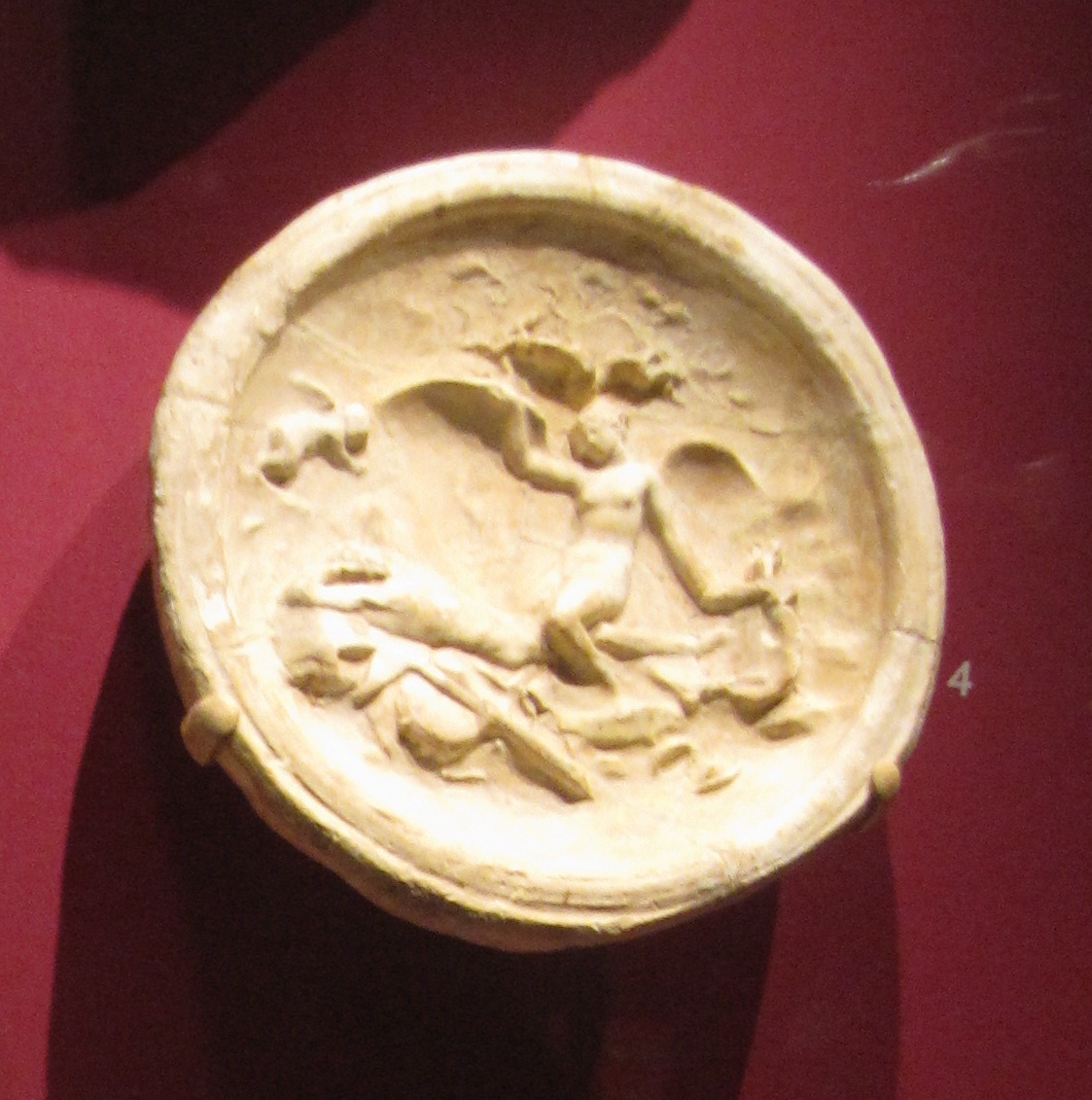
Emblema amb Endimió i Selene[18] Mediterrani, al voltant dels segles I i II, de guix
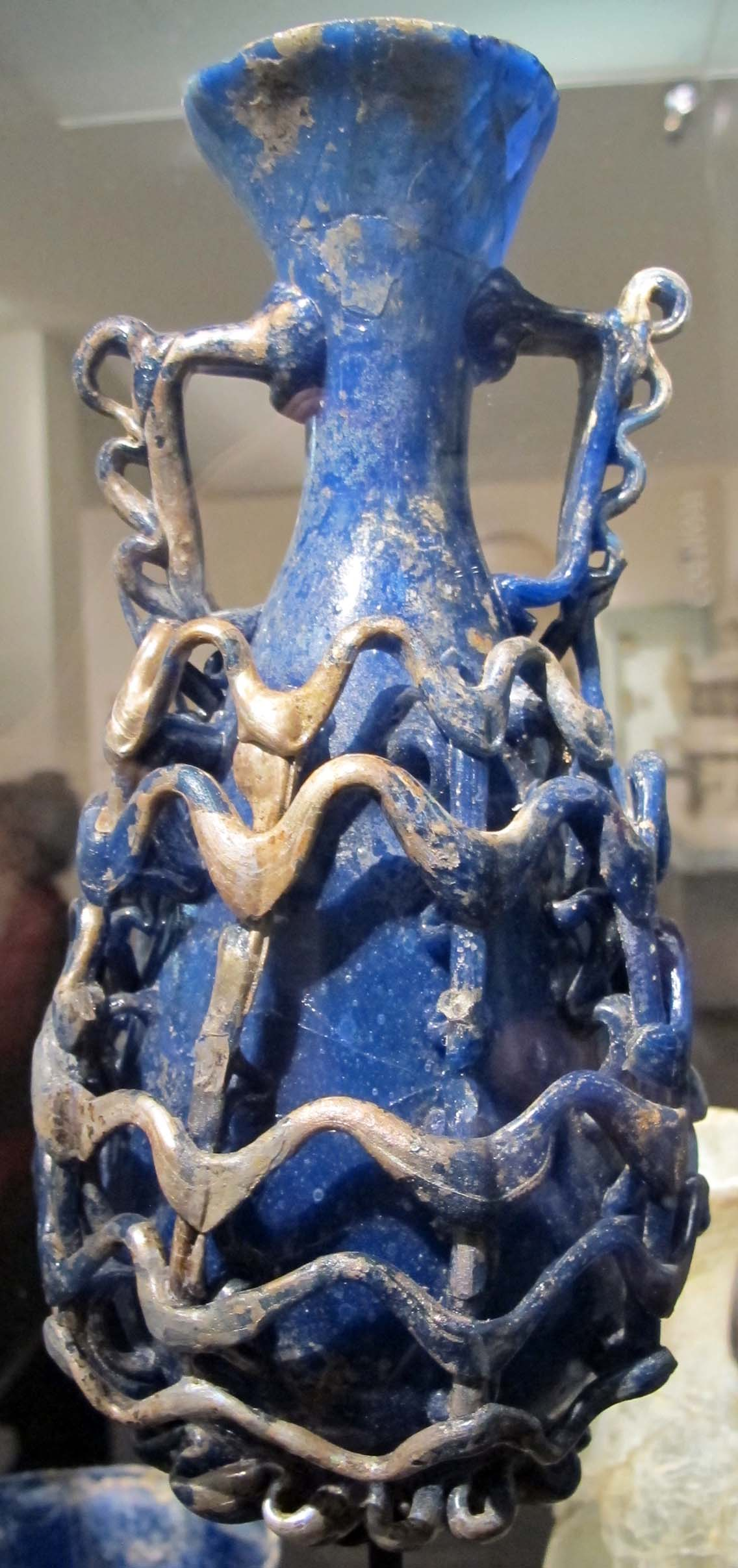
Ampolla blava i blanca amb anses en forma d'àmfora. Segle I. Museu Guimet
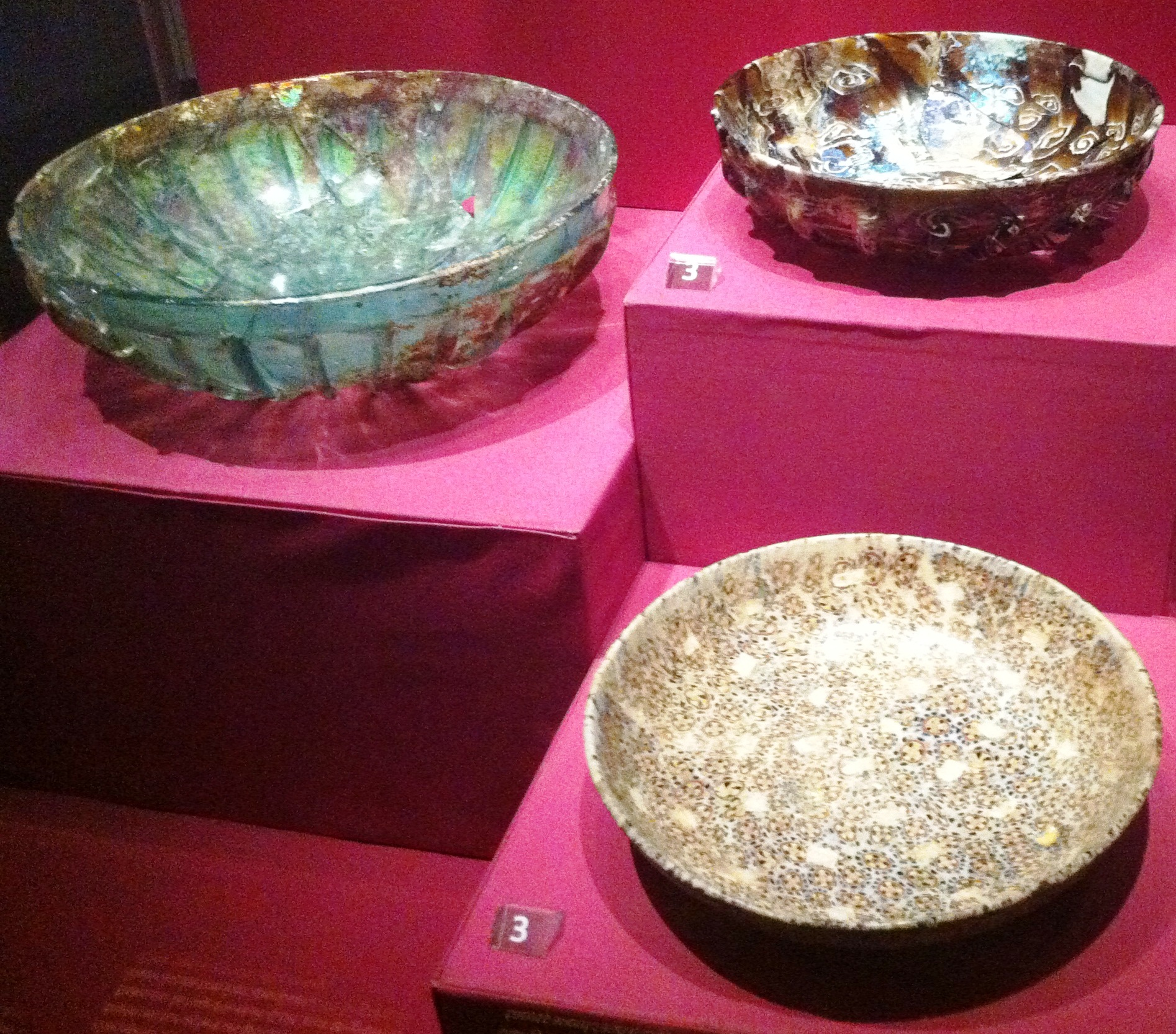
Fiala acanalada i plats fondos. Museu Nacional de l'Afganistan
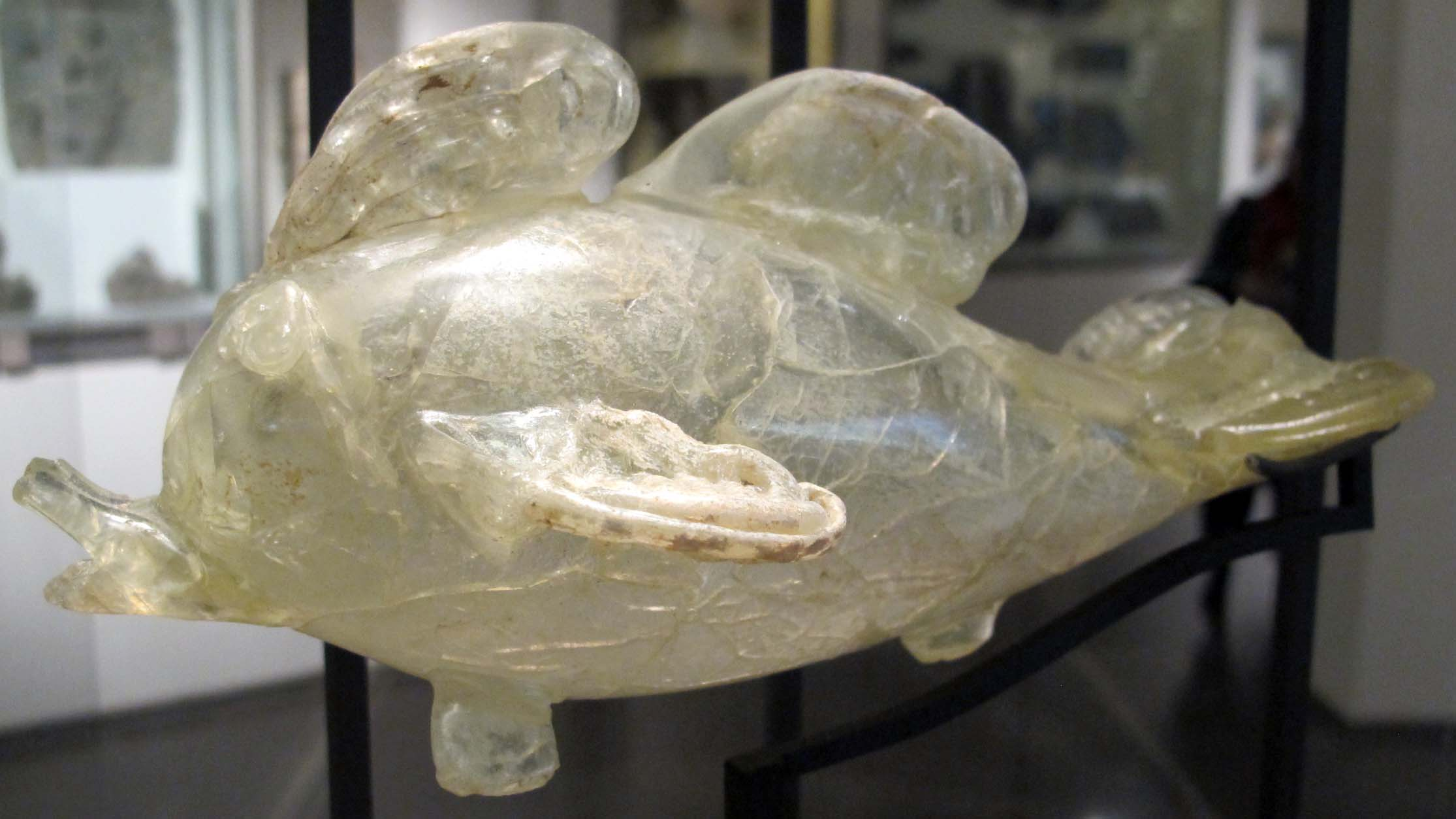
Botella amb forma de peix, segle i. Museu Guimet